# Ekari
Die Ekari (auch Mee, Bunani Mee, Ekagi oder Kapauku) sind eine Ethnie mit etwa 157.000 Angehörigen, die im Süden des indonesischen Teils der Insel Neuguinea in der Provinz Papua ein Gebiet im zentralen Hochland bewohnen, das unmittelbar nördlich an die Siedlungsgebiete der Mimika angrenzt und ähnlich groß ist. Westliche Nachbarn sind die Amungme.
Das Siedlungsgebiet gehört zum Regierungsbezirk Paniai mit Enarotali als Hauptstadt, benannt nach der Seenplatte im Inneren des Territoriums (Paniai-Seen). Die Paniai werden häufig noch als Wissel-Seen bezeichnet. Die Ekari sind heute weitgehend christianisiert (95 %). Auf den Islam entfallen 2 %, auf sonstige, meist Ethnische Religionen, 3 %.
Die nach der Ethnie bezeichnete, gleichnamige Sprache der Ekari (ISO 639-3: ekg) leitet sich aus den Wissel-See-Sprachen (dazu gehören Auye, Dao, Moni, Wolani und Ekari) ab, die wiederum Unterarten der im südlichen Teil der Insel (um die Arafurasee) vorherrschenden Trans-Neuguinea-Sprachen sind. Dialekt der Sprache sind Mapiya-Kegata, Mee, Simori, Yabi (Jabi). Am ähnlichsten sei die Sprache zu der der Wolani. Die Sprache ist nach der der West-Dani, die am häufigsten genutzte.